# Chasse-galerie

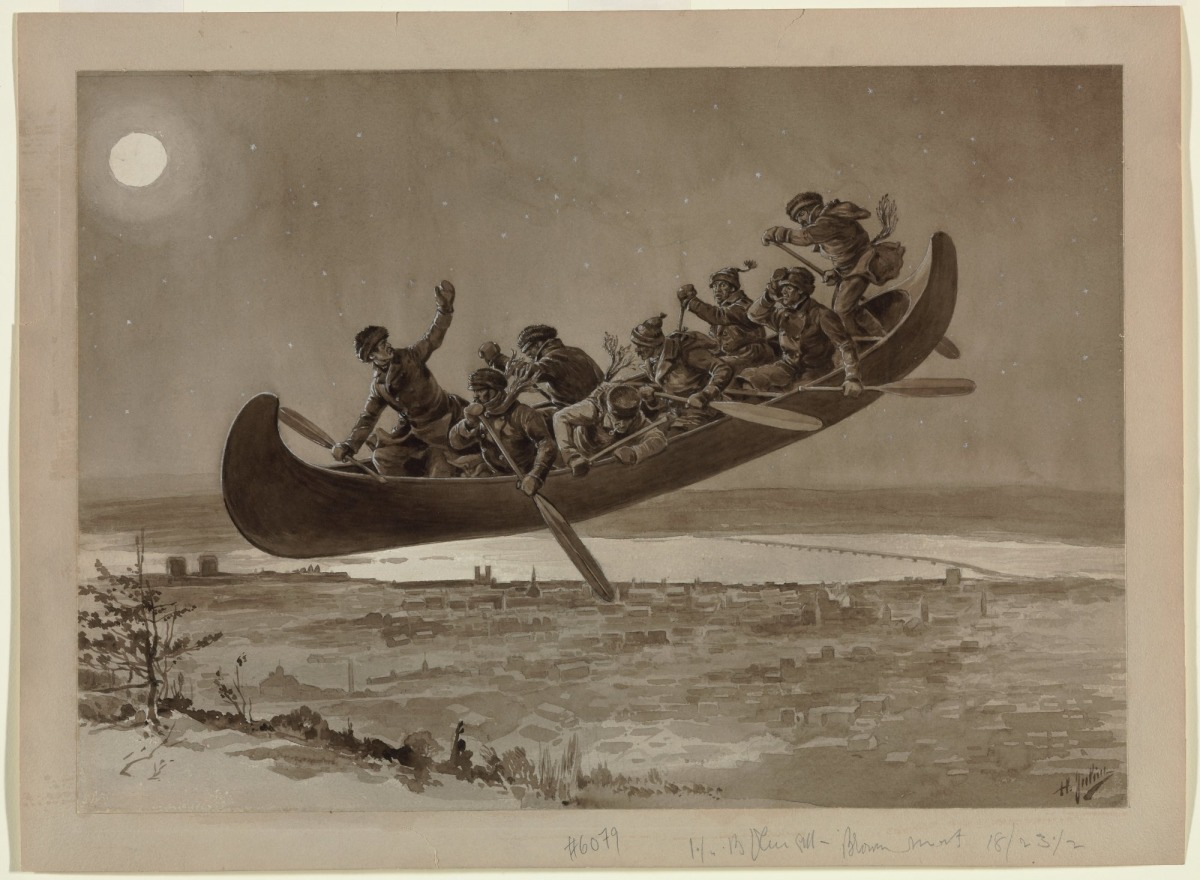
Henri Julien, étude pour La Chasse-galerie, 1906, Musée national des beaux-arts du Québec

La chasse-galerie est le nom des légendes poitevines et québécoise sur le thème de la chasse fantastique.

## Légende

### Version poitevine: le chasseur maudit
Un certain seigneur du nom de Gallery aurait commis un sacrilège au cours d'une chasse. Selon certaines versions, il aurait chassé un dimanche pendant l'office religieux. Selon d'autres, il aurait pris en chasse un cerf jusque dans une grotte habitée par un saint ermite. Celui-ci lui aurait défendu de toucher à l'animal, sous peine de malédiction éternelle. Gallery, n'en faisant qu'à sa tête, aurait tué sa proie, et récolté son châtiment : toutes les nuits pour l'éternité il chevauche dans les airs, à la tête d'une chasse diabolique composée de toutes sortes de monstres, démons et fantômes.

### Version québécoise: la légende de la chasse-galerie
Dans l'autre version purement québécoise de la légende, un groupe de bûcherons de Gatineau, le soir du Réveillon, prennent envie d'aller rendre visite à leurs blondes (leurs amoureuses) vivant cent lieues plus loin, sauf qu'ils n'ont plus le temps d'y aller.Alors le seul moyen de faire ce chemin et de revenir à temps pour travailler le lendemain matin est de participer à la fameuse chasse-galerie. Les bûcherons font un pacte avec le diable : leur canot s'envole dans les airs et les transporte à toute allure, mais ils ne devront pas blasphémer durant la traversée, ni toucher à une croix, et être de retour avant six heures le lendemain matin. Dans le cas contraire ils perdraient leurs âmes. Pour s'assurer de respecter ces règles, les hommes se mettent d'accord pour ne plus boire une autre goutte d'alcool avant la fin de leur voyage.
Les péripéties et la fin de l'histoire varient suivant les versions. Dans la plupart des versions de la légende, les voyageurs frappent le clocher d'une église
Dans certaines versions, les voyageurs ne montent pas dans un canot mais sur un objet magique, comme le manche d'une hache qui s'allonge de manière à laisser tout le monde s'y asseoir.

## Origines et développement
Comme la plupart des histoires de chasse fantastique, la chasse-galerie est d'abord un ensemble de grands bruits terrifiants et inconnus dans le ciel, la nuit. Cela peut s'expliquer par des conditions météorologiques comme le fracas d'une tempête, un grand vent, ou bien par le vol d'oiseaux migrateurs, ce qui correspondrait à la saison. Certains auraient cru y entendre la chasse diabolique et leurs témoignages auraient entretenu la légende. En effet, avant de donner lieu à des récits et des contes construits, la chasse-galerie est d'abord rapportée comme le témoignage personnel d'une expérience surnaturelle.
L'étymologie de « chasse-galerie » est  débattue. De nombreuses hypothèses ont été émises pour l'expliquer, à commencer par la légende du seigneur Gallery ou Guillery. Mais celle-ci semble avoir été construite a posteriori. La chasse fantastique est connue sous de très nombreux noms différents en France et en Europe. L'appellation « chasse-galerie » provient du Poitou, mais on y parle également de « chasse galopine » et de « chasse galière » (c'est-à-dire à cheval).
La première attestation Québécoise de la légende date de 1881 : « La Chasse Galerie » de Marie-Caroline Watson Hamlin. Ce récit, conformément à la légende poitevine de base, parle d'un chasseur condamné à conduire la chasse démoniaque pour l'éternité ; mais il fait pour la première fois mention d'un canot volant, qui y prend la place du cheval.
Il est possible que l'histoire du voyage en canot volant soit le résultat d'un mélange de la légende avec un mythe autochtone.

## Œuvres dérivées

### Musique
Le Chasseur maudit est le titre d'un poème symphonique de César Franck.
L'œuvre s'inspire de la ballade Der wilde Jäger (« Le Chasseur sauvage ») du poète romantique allemand Gottfried August Bürger.
Une chanson dénommée La Ballade de Gallery est publiée en 1848 par Benjamin Fillon, et censée être un chant traditionnel recueilli dans le Talmondois. Les experts doutent aujourd'hui de son authenticité, et pensent qu'elle fut écrite par Fillon lui-même. Néanmoins, elle fut incluse dans les manuels de lecture de la Vendée entre 1860 et 1901 et se diffusa ainsi dans la région, devenant effectivement une chanson populaire.
Cette chanson a été adaptée par Gabriel Yacoub et interprétée par le groupe Malicorne, sous le nom La Chasse-gallery en 1979, pour l'album Le bestiaire. Il se retrouve aussi sur l'album Légende, 2ème époque en 1989.
Claude Dubois et Éric Lapointe ont chacun écrit une chanson intitulée La chasse-galerie et racontant son histoire. À cela on peut ajouter la chanson Martin de la Chasse-Galerie, écrite par Michel Rivard et interprétée par la Bottine Souriante ainsi que Descendus au chantier du groupe Mes Aïeux.
En 2015, une version théâtrale et musicale de l'histoire a été présentée au Storefront Theatre de Toronto, et a été primée par deux Dora Awards et deux Toronto Theatre Critics Awards. Une autre production a été réalisée en 2016 par le Soulpepper Theatre.
En 2021, le groupe de Heavy Metal Thrash La Reine, sort un morceau intitulé La Chasse-Galerie  sur son album Notre-Dame-De-L'Enfer.

### Littérature
La version la plus connue est celle publiée en 1892 par Honoré Beaugrand avec des illustrations d'Henri Julien et Raoul Barré. C'est elle qui fixe la plupart des codes de la légende québécoise, qu'elle n'a probablement pas inventée pour autant puisqu'il existe d'autres versions.
L'histoire est publiée en anglais par J.E. Le Rossignol, McLelland et Steward Publishers en 1929 sous le titre The Flying Canoe (« le canoë volant »). Le conte apparaît ensuite dans le recueil Légendes du Canada français d'Edward C. Woodley, publié en 1931. L'histoire y est racontée comme le souvenir d'un des hommes ayant accompli la chasse-galerie. Ils voyagent de Saint-Maurice à Sainte-Jeanne.
Trois romans plus récents traitent du sujet : La Traversée des sentiments (2009) de Michel Tremblay – qui attribue le conte, intitulé « La Lune au fond du lac », à Josaphat-le-Violon et fait faire le voyage en canoë de Duhamel à Montréal à des bucherons allant voir des filles de petite vertu pour la nuit de Noël ; L'Armée furieuse (2011) de Fred Vargas ; et L'Ensorceleuse de Pointe-Lévy (2013, Prix Boréal) de Sébastien Chartrand.
La chasse galerie est également adaptée dans la collection « les contes interdits » aux éditions ADA.

### Cinéma
Le canot volant apparaît dans le film d'animation Crac, de Frédéric Back, en 1981.
L'Office national du film du Canada a produit un court-métrage d'animation de dix minutes adaptant le conte : La légende du canot d'écorce.
Enfin, un film québécois, Chasse-Galerie : La légende, réalisé par Jean-Philippe Duval, est sorti en salles en 2016.

### Illustrations
- par Remi Clark dans le livre de Fernand Grenier, De Ker-Is à Québec, Légendes de France et de Nouvelle-France, Québec, Éditions de La Galerie Le Chien D’Or inc., 1990.
- Par Fernand Thifault; Saint-Adelphe (Champlain, Québec); 1977; peinture à bâtiment sur toile; 175,5 x 128,5 x 2,5 cm. MCC 81-202.

### Sculpture

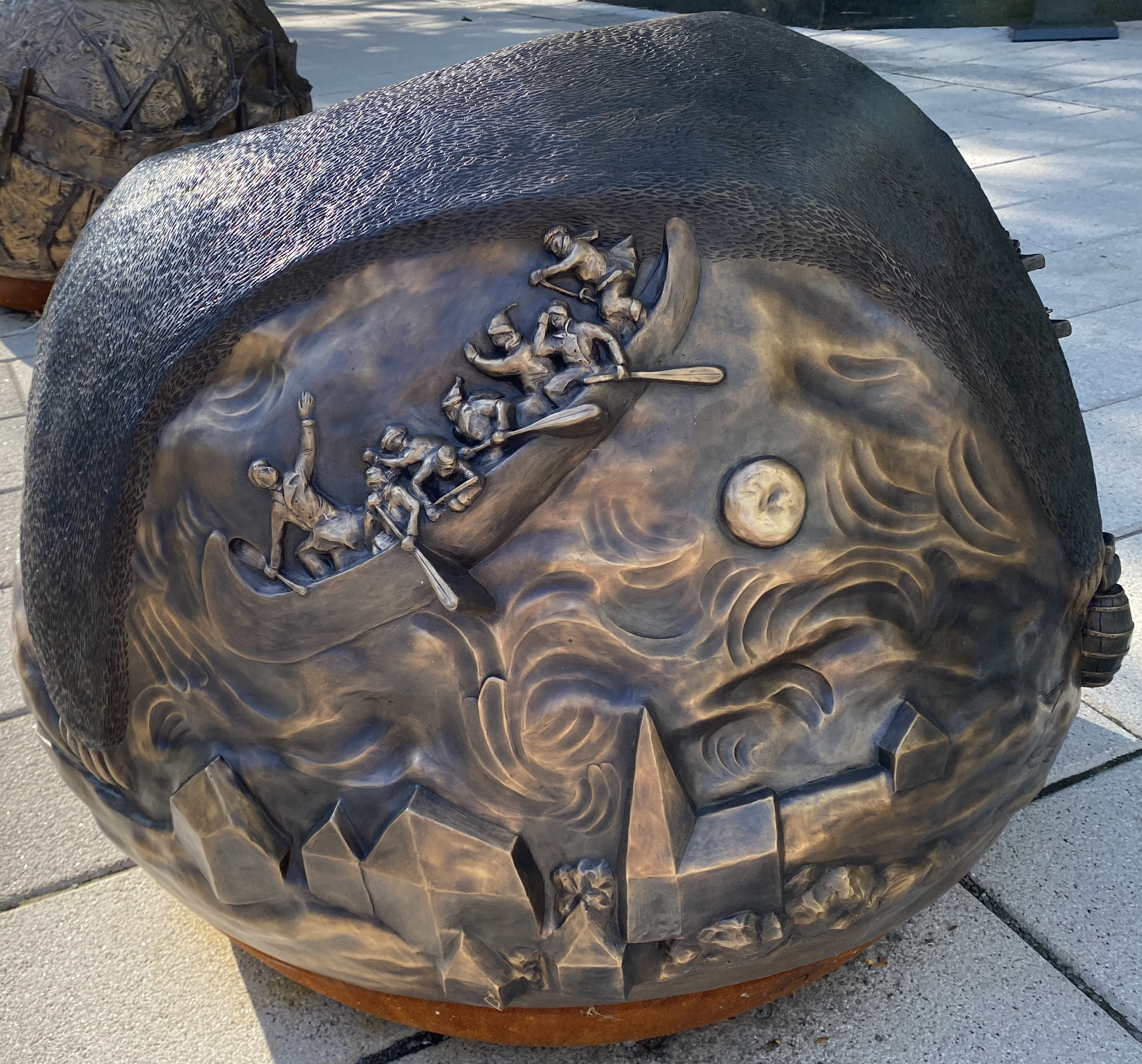
La Chasse-galerie sur la sphère de Kyra Revenko.

À Montréal, la sphère allochtone en bronze de Kyra Revenko à la station 5 (Échange (Commerce et Troc)) du parcours Nos récits, notre voie : parcours Peel, montre le canot volant au dessus d'un village québécois. Le canot renvoie à l'étude d'Henri Julien pour La Chasse-galerie.

### Autres
Au parc d'attractions La Ronde à Montréal, on retrouvait, jusqu'à la fin de la saison 2016, la Pitoune attraction familiale évoquant cette légende (on y faisait le parcours dans une pirogue monoxyle, c'est-à-dire un arbre creusé). Au Canada francophone, on appelle familièrement Pitoune une bille de bois que l’on fait flotter avec d’autres pour la mener vers une scierie après l’abattage (mais le terme a aussi d'autres acceptions)). Une représentation du bateau avec les bûcherons et le diable servait d'enseigne. La direction a annoncé que la Pitoune ne serait pas rouverte pour la saison 2017 en raison de son état et d'une volonté de renouvellement.
Un timbre canadien de 0,40 $ sur le thème du canot volant a été imprimé en 1991 (Canadian Scott #1334 ou #1445), dans le cadre d'une série sur les contes populaires canadiens.
La brasserie québécoise Unibroue représente cette légende sur l'étiquette de sa bière rousse, La Maudite, illustrant les bûcherons à bord d'un canot volant.
Une « Revue des Pictons de Paris » créée en 1938 avait également pour nom La Chasse Galerie.
La chanson  Martin de la Chasse Galerie de la bottine souriante s'inspire librement de la légende.

#### Toponymie
Sept villes du Québec ont, soit, un chemin, un lac, un parc, une pointe, une rue nommés en l'honneur de la Chasse-galerie. Il y a entre autres les villes de Montréal et de Québec.